# The Business Trip
The Business Trip è il quinto album live della space rock band britannica Hawkwind, registrato nel 1993 e pubblicato l'anno successivo.

## Tracce
1. Altair – 1:02 –  (Davey)
2. Quark, Strangeness And Charm – 6:24 –  (Calvert/Brock)
3. L.S.D. – 5:30 –  (Davey/Chadwick)
4. The Camera That Could Lie – 6:55 –  (Brock)
5. Green Finned Demon – 6:32 –  (Calvert/Brock)
6. Do That – 3:09 –  (Turner/Brock)
7. The Day A Wall Came Down – 3:32 –  (Brock)
8. Berlin Axis – 2:27 –  (Brock)
9. Void Of Golden Light – 5:50 –  (Brock)
10. The Right Stuff – 5:31 –  (Calvert)
11. Wastelands – 2:10 –  (Brock)
12. The Dream Goes On – 1:56 –  (King)
13. Right To Decide – 7:31 –  (Brock)
14. The Dream Has Ended – 4:44 –  (Brock)
15. This Future – 1:52 –  (Calvert)

## Formazione
- Dave Brock - chitarra, tastiere, voce
- Alan Davey - basso, voce
- Richard Chadwick - batteria